# Shaw-Inseln
Die Shaw-Inseln sind eine Gruppe aus vier Inseln vor der Küste des ostantarktischen Enderbylands. Sie liegen 3 km nördlich des Zentrums von McKinnon Island vor dem Rand des Hannan-Schelfeises.
Luftaufnahmen der Australian National Antarctic Research Expeditions aus dem Jahr 1956 dienten ihrer Kartierung. Das Antarctic Names Committee of Australia benannte sie nach dem Physiker John Eric Shaw (* 1929), der 1957 auf der Mawson-Station tätig war.